# Kathleen Raine
Kathleen Raine, née à Ilford le 14 juin 1908 et morte le 6 juillet 2003 à Londres, est une poétesse, critique et érudite britannique, spécialiste de William Blake, William Butler Yeats et Thomas Taylor. Elle est également connue pour son intérêt pour diverses formes de spiritualité, pour le Platonisme et le Néoplatonisme ; elle fut l'un des membres fondateurs de l'Académie Temenos.

## Biographie
Elle est née en 1908. Son père, enseignant dans le secondaire avait étudié la poésie de William Wordsworth et avait une passion pour Shakespeare. Sa mère, d'origine écossaise, chantait et récitait les chansons et ballades de sa région natale ; ses tantes et grand-mères, les avaient apprises de leurs mères et grand-mères. Raine entendait et lisait la Bible tous les jours à la maison et à l'école, apprenant à la connaître par cœur.
Pendant la Première Guerre mondiale, Raine passe une partie de son temps avec sa tante dans le Northumberland. Pour elle, c'est un monde idyllique et c'est le fondement de toute sa poésie. Raine se souviendra toujours du Northumberland comme d’un Eden. Cette période est décrite dans le premier tome de son autobiographie, Farewell Happy Fields (1973).
Raine fait des études au Girton College de l’Université de Cambridge, obtenant sa maîtrise en 1929. Pendant son séjour à Cambridge, elle rencontre Jacob Bronowski, William Empson, Humphrey Jennings et Malcolm Lowry. Plus tard elle devient amie et collègue de l'auteur et professeur kabbaliste Z'ev ben Shimon Halevi (en).
Raine épouse le poète Hugh Sykes Davies en 1930. Elle quitte Davies pour un autre poète Charles Madge et ensemble, ils ont eu deux enfants, mais leur mariage est également rompu. Elle a aussi une passion non partagée pour Gavin Maxwell. Le titre du livre le plus célèbre de Maxwell, Ring of Bright Water, qui a ensuite été porté à l’écran avec Virginia McKenna, est tiré d'une phrase du poème de Raine The Marriage of Psyche. La relation avec Maxwell prend fin en 1956.
Raine traduit Balzac, notamment La Cousine Bette (1948) et les Illusions perdues (1951).
Elle est chercheuse au Girton College de 1955 à 1961. À Université Harvard, elle enseigne le cours Mythe et littérature proposé aux enseignants et aux professeurs pendant l'été. Elle donne également des conférences en Irlande en tant que spécialiste de Yeats et William Blake durant l'été 1974. Professeur à Cambridge et auteur de plusieurs ouvrages savants, elle est aussi spécialiste de Coleridge.
Elle collabore fréquemment à la revue trimestrielle Studies in Comparative Religion, qui traite du symbolisme religieux et de la perspective traditionaliste. En 1981, elle cofonde, avec Keith Critchlow, Brian Keeble et Philip Sherrard, la revue Temenos, et en 1990, la Temenos Academy of Integral Studies, une académie d'enseignement qui met l'accent sur une philosophie universaliste dans une approche généralement platoniste et néoplatoniste de la poésie et de la culture.
Elle étudie également Thomas Taylor et publie une sélection de ses œuvres,.
Elle meurt le 6 juillet, à l'âge de 95 ans, des suites d'un accident,.
Le compositeur contemporain David Matthews a écrit un cycle de chansons, The Golden Kingdom, sur certains poèmes de Raine.

## Liste des œuvres
- Stone and Flower, poèmes, 1943
- Living in Time, poèmes, 1946
- The Pythoness, poèmes, 1949
- The Year One, poèmes, 1952
- Collected Poems, 1956
- The Hollow Hill, poèmes, 1965
- Defending Ancient Springs, essais, 1967
- Blake and Tradition, essais, 1968
- William Blake, essai, 1970
- The Lost Country, poèmes, 1971
- Faces of Day and Night, proses, 1972
- On a Deserted Shore, poème, 1973
- Farewell Happy Fields, autobiographie, 1973
- The Land Unknown, autobiographie, 1975
- The Oval Portrait, poèmes, 1977
- The Lion's Mouth, autobiographie, 1977
- Blake and Antiquity, essai, 1977
- Blake and the New Age, essai, 1979
- The Oracle in the Heart, poèmes, 1980
- Collected Poems, 1981
- The Inner Journey of the Poet, essais, 1982
- Yeats the Initiate, essais, 1986
- The Presence, poèmes, 1987
- Selected Poems, 1988
- India Seen Afar, autobiographie, 1991

## Récompenses, distinctions
- Queen's Gold Medal for Poetry (en)[6] (1992)
- Commandeur de l'ordre des Arts et des Lettres[6] (2000)
- Commandeur de l'ordre de l'Empire britannique[6] (2000)